# Gmina Nowe Brzesko
Die Gmina Nowe Brzesko, jiddisch Bzhisk, ist eine Stadt-und-Land-Gemeinde im Powiat Proszowicki der Woiwodschaft Kleinpolen in Polen. Ihr Sitz ist die gleichnamige Stadt mit etwa 1650 Einwohnern. Zum 1. Januar 2011 wurde Nowe Brzesko zur Stadt erhoben.

## Gliederung
Zur Stadt-und-Land-Gemeinde (gmina miejsko-wiejska) gehören neben der Stadt Nowe Brzesko folgende 16 Dörfer mit einem Schulzenamt:
Grębocin
Gruszów
Hebdów
Hebdów Stary
Kuchary
Majkowice
Mniszów
Mniszów-Kolonia
Nowe Brzesko
Pławowice
Przybysławice
Rudno Dolne
Rudno-Józefów
Sierosławice
Szpitary
Śmiłowice